# Stand Up Comedy (canção)
"Stand Up Comedy" é uma canção da banda de rock irlandesa U2. É a sétima faixa do álbum No Line on the Horizon (2009). A faixa foi desenvolvida pela primeira vez durante as sessões de gravações em Fez, Marrocos, mas a banda esforçou-se para completar a música e ela foi recriada inúmeras vezes ao longos dos 16 meses. Passou por mudanças de título várias vezes durante este tempo, sendo referido primeiro como "For Your Love", em seguida de "Stand Up" e, finalmente, de "Stand Up Comedy".
A letra da canção foi inspirada em 2008, na campanha "Stand Up and Take Action", e diversos versos refletem o sentimento de arrogância de Bono. A recepção para a canção foi mista, apesar das várias resenhas comparadas com o riff de guitarra das canções de Led Zeppelin.

## Escrita e gravação
"Stand Up Comedy" passou por várias repetições diferentes ao longo das sessões de No Line on the Horizon. Ela foi originalmente desenvolvida durante as duas primeiras semanas de gravação em Fez, no Marrocos. A canção é constituída na chave de F# menor. Em seu conceito original, a trilha sonora continha batidas de  bandolins, característica típica do Oriente Médio. O riff foi alterado e a letra de "for your love" foi introduzida como canto de refrão. No entanto, a banda sentiu que a nova parte da guitarra era muito semelhante ao da canção "You Really Got Me", da banda The Kinks, e as letras também lembravam a canção "For Your Love" (de mesmo nome), da banda The Yardbirds. Então, esta versão foi descartada. O U2 revalorizou a canção com um riff novo, letras e melodias, apenas com o vocal restante de "for your love". O guitarrista The Edge, colaborou no filme-documentário de 2009, It Might Get Loud, junto com Jimmy Page e Jack White, resultando em uma influência sentida na nova parte da guitarra. The Edge sentiu um dos seus melhores riffs de guitarra. A banda continuou lutando para finalizar a canção durante as sessões de gravação em dezembro de 2008, 16 meses depois depois de ter sido desenvolvida em Fez. As letras foram reescritas novamente durante esse tempo. Neste ponto, a música tinha sido renomeada várias vezes, com vários pré-lançamentos do álbum em entrevistas, chamando-o de "For Your Love" e "Stand Up".
O produtor e co-produtor Daniel Lanois, notou que a faixa tinha sido recriada tantas vezes, que seis canções diferentes tinham sido escritas como resultado final. Ele comparou a criação de "Stand Up Comedy" para o vídeo popular Evolution of Dance, no YouTube, observando que tinha sido escrito tantas vezes, que era um "estudo de si mesmo". O produtor e co-roteirista Brian Eno, sentiu que a banda havia tomado a canção, "trabalhando-a no solo, e em seguida, trabalhando-a 'de volta a vida'", vendo que ele era um processo "frustrante". A banda acredita que o resultado concluído no final das sessões de gravação, era "uma grande música", mas também sentiu que o resultado final parecia ser muito "excessivamente trabalhada", para os ouvintes. Um antigo mix foi finalmente escolhido para a inclusão no álbum em seu lugar.
A letra de "Stand Up Comedy" foi inspirada na "Stand Up and Take Action", um evento em 2008, onde 116 milhões de pessoas de 131 países lembraram aos líderes dos países, de suas promessas de reduzir a pobreza até 2015. Bono observou que o tema não seria: "Vamos dar as mãos e com um mundo é um lugar melhor do tipo de música". E sim, "Chutar a porta da sua própria hipocrisia". Várias das principais letras da canção de Bono, zombava de seu senso de orgulho e de seu medo de que suas campanhas e ativismos, fossem longe demais, tornando-o impedido de estar a altura de seus ideais. Os versos "Stand up to rock stars" e "Beware of small men with big ideas" refletem esta dúvida interior; Bono acreditava que a última linha foi a mais engraçada do álbum.

## Aparições em outras mídias
"Stand Up Comedy" é a oitava faixa do filme Linear, de Anton Corbijn, baseado em uma história de Corbijn e Bono, onde um guarda de trânsito parisiense atravessa a França e o Mar Mediterrâneo para visitar sua namorada em Tripoli. Durante a sequência do policial, interpretado por Saïd Taghmaoui, retoma sua viagem através das montanhas logo após o seu almoço. Termina com a sua decisão de fazer uma parada em Cádis, onde a faixa seguinte, "Get on Your Boots" inicia-se.

## Recepção
A recepção de crítica para "Stand Up Comedy" foi mista. Chris Jones, da BBC Music, sentiu que a canção lembrava os clássicos do U2, dizendo: "Um desordeiro, grandioso gesto pedindo-lhe para 'levantar-se para o amor' (stand up for love) apenas como o U2 pode fazer". Ele citou o verso "Stop helping God across the road like a little old lady" ("Pare de ajudar Deus pela rua como uma velhinha") como um dos melhores trechos que Bono já havia escrito. A revista Q descreveu que o baixista Adam Clayton e o baterista Larry Mullen Jr., tocaram com "trazendo o lado funky do U2, até então não revelados", também observando que a faixa estava "impulsionada por algum trabalho reluzente na guitarra de The Edge", que hfoi descrito como uma reminiscência de Led Zeppelin. A Rolling Stone viu que a letra tinha uma "quase cadência de hip-hop", enquanto chamava o riff de guitarra de The Edge uma mistura entre a canção de The Beatles, "Come Together", e de Led Zeppelin, "Heartbreaker". A Uncut observou que alguns vocais de Bono lembrava o single de 1984 da banda, "Pride (In the Name of Love)" em sua entrega.
A Allmusic estava desapontada com a canção, descrevendo-o como "desajeitado garoto-branco funky", e sugerindo que a ausência de co-escritores como Daniel Lanois e Brian Eno seria o motivo de parecer "empolado". A NME chamou a canção de "incrivelmente desinteressante" e de "canção de rock preso no normal", comparando o outtake das sessões de How to Dismantle an Atomic Bomb (2004). A revista Spin acreditava que a canção foi uma tentativa desajeitada de "adotar um elogio auto-consciente de Zoo TV", vendo que o resultado "expõe o jogo de palavras Bono".

## Pessoal
- Produção – Brian Eno e Daniel Lanois
- Produção adicional – Steve Lillywhite
- Engenharia – CJ Erickson
- Engenharia de assistência – Dave Emery, Tom Hough e Dave Clauss
- Engenharia adicional – Declan Gaffney
- Mixagem – Steve Lillywhite e CJ Erickson
- Mixagem de assistência – Dave Emery, Tom Hough e Dave Clauss